# Yamba
Yamba är en ort i Australien. Den ligger i kommunen Clarence Valley och delstaten New South Wales, i den sydöstra delen av landet, omkring 530 kilometer norr om delstatshuvudstaden Sydney. Yamba ligger 7 meter över havet och antalet invånare är 5 514.
Trakten är glest befolkad. Yamba är det största samhället i trakten. 
Genomsnittlig årsnederbörd är 1 445 millimeter. Den regnigaste månaden är januari, med i genomsnitt 220 mm nederbörd, och den torraste är oktober, med 28 mm nederbörd.